# Metalucifer
Metalucifer ist ein Nebenprojekt von Gezol, dem Gründungsmitglied der Thrash- und Black-Metal-Band Sabbat. Die Band spielt traditionellen, vom europäischen Speed- und Power Metal geprägten Heavy Metal. Es existieren eine japanische und eine deutsche Besetzung von Metalucifer. Auf den Albencovern ist meist Neal „Metal Master“ Tanaka abgebildet, ein in Japan bekannter fanatischer Plattensammler.

## Bandgeschichte
Gezol gründete die Band 1995 in Kuwana (Japan) zusammen mit seinem Bandkollegen Elizaveat (Ex-Sabbat) und dessen Bruder Elizabagore von der Band Gore. Der Name stammt vom Sabbat-Lied Metalucifer and Evilucifer. Zunächst erschienen einige EPs im asiatischen Raum, bis schließlich die Heavy Metal Hunter-EP als streng limitierte Version auch in Europa veröffentlicht wurde. Das Debütalbum Heavy Metal Drill folgte 1996 und wurde über Iron Pegasus Records aus Deutschland mit einem anderen Cover und leicht veränderter Titelliste (Bloody Countess wurde durch eine unveröffentlichte Version von Monsters of the Earth ersetzt) wiederveröffentlicht. Durch diese Veröffentlichung erreichte die Band auch in Europa einen gewissen Bekanntheitsgrad. Anfangs waren keine Konzerte vorgesehen, 2000 jedoch fand eine Tournee durch Deutschland statt; da die Ausreisekosten für die restlichen Bandmitglieder zu hoch waren, tourte Gezol mit Tormentor von Desaster am Schlagzeug und Blumi von Metal Inquisitor an der Gitarre.
2000 erschien die Single Warriors Again / Soul of Warriors, auf der Bill Andrews (ex-Death, ex-Massacre) das Schlagzeug einspielte. 2001 erschien das Album Heavy Metal Chainsaw, als Gemeinschaftsprojekt der deutschen und japanischen Besetzung. 2002 erfolgte ein Live-Auftritt auf dem Wacken Open Air. Im Frühjahr 2009 erschien das 3. Studioalbum Heavy Metal Bulldozer in drei unterschiedlichen Versionen (mit japanischer Besetzung in englischer und japanischer Sprache, mit deutscher Besetzung in englischer Sprache und geänderter Titelliste).

## Diskografie

### Alben
- 1996: Heavy Metal Drill
- 2001: Heavy Metal Chainsaw
- 2009: Heavy Metal Bulldozer

### Singles / EPs
- 1996: Heavy Metal Hunter
- 2000: Warriors Again / Soul of Warriors
- 2001: Warriors Ride on Chariots
- 2005: Shachahico Attack
- 2008: Bolivian Demonslaught (Split mit Sabbat)
- 2009: Evil Dream/Asian Tyrants (Split mit Sabbat)

### Livealben
- 2002: Live Drilling 2000 (The Official Bootleg)
- 2003: Heavy Metal Genocide (Live in Japan 2002)
- 2003: Live Elizaveat
- 2003: Live Audiopain
- 2005: Heavy Metal NarokOsaka Chainsaw Massacre

### Kompilationen
- 2006: Heavy Metal Hunting 1995–2005

### Videoalben
- 2006: Metalucifer in U.S.A. 2003